# Adam Adrio
Adam Adrio   (Essen, 4 d'abril de 1901 - Ritten, 18 de setembre de 1973) va ser un musicòleg i professor universitari alemany a Berlín.
Des de 1927, Adrio va estudiar musicologia amb Hermann Abert, Arnold Schering, Hans Joachim Moser i Friedrich Blume a la Universitat de Berlín. La seva tesi de 1934/1935 es titula Els inicis del concert espiritual. Després d'assistir a Berlín va tenir Schering al seminari d'història de la música, va assumir el "Collegium musicum vocale" de la universitat, on es va convertir en professor titular el 1953 i va impartir classes a l'escola de música de l'església de Berlín. Va ensenyar litúrgia a la facultat de teologia protestant. Adrio va morir el 1973.
Adrio va destacar sobretot com a editor de les obres de música de l'església protestant del barroc primerenc. Va publicar la Passió de Sant Mateu de Johann Georg Kühnhausen, va treballar per Johann Rudolph Ahle, Dietrich Buxtehude, Christoph Demantius, Johann Crüger, Melchior Franck, Tobias Michael, Johann Hermann Schein, Gottfried Heinrich Stölzel, Georg Philipp Telemann, però també per a la música del segle xx, per exemple, B. Ernst Pepping.
El 1937 va publicar la publicació commemorativa per al seu professor Arnold Schering juntament amb Helmuth Osthoff i Walter Serauky. A la segona meitat del segle xx, va escriure diversos assajos sobre la història de la música de l'església protestant que Friedrich Blume va publicar el 1965. També va escriure nombrosos articles en el lèxic musical The Music in History and the Present (des de 1949). Per a la gran col·lecció de mostres de música de diversos volums Das Musikwerk, va recopilar el 19è volum sobre el tema de la fuga.
També va recopilar biografies de músics per a la nova biografia alemanya (NDB), apareguda el 1953.